# Polly Higgins

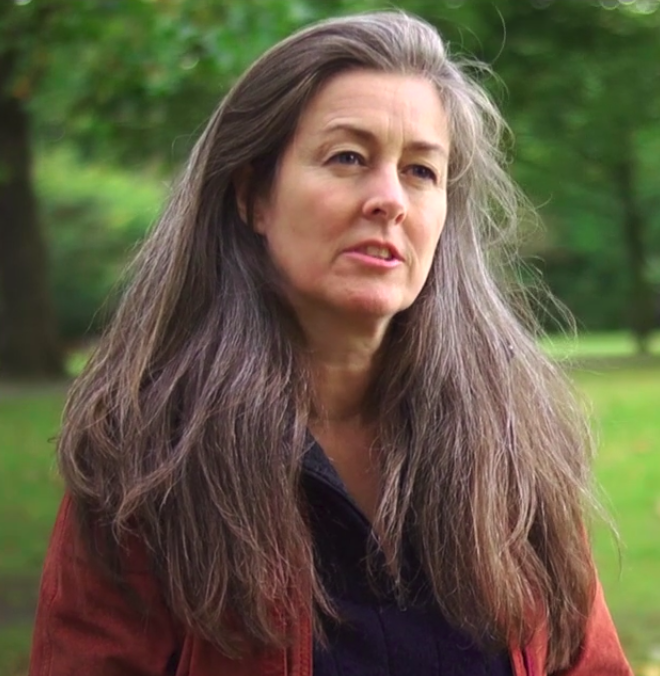
Polly Higgins in 2012

Polly Higgins (Glasgow, Schotland, 1968 - Stroud 21 april 2019) was een Schotse advocate die zich als advocaat van de aarde inzette om ecocide internationaal strafbaar te maken.
Tijdens haar rechtenstudie raakte zij geïnspireerd door de Oostenrijkse ecoloog en kunstenaar Hundertwasser. Bij een bezoek aan hem leerde ze veel over de Europese ecocide beweging, die in Schotland nog in de kinderschoenen stond.
Na haar studie werkte Higgins bij verschillende rechtbanken in Londen. Ze verdedigde onder meer in een langdurig proces een man die tijdens een arbeidsongeval zwaar gewond was geraakt. Tijdens de verdediging van deze zaak, kwam bij haar het besef dat ook de aarde gewond geraakt is en dat ook zij daarom een sterke advocaat verdient.
Vanaf 2010 zette ze zich in om de wereld ervan te overtuigen dat ecocide thuishoort in het rijtje van misdrijven die internationaal berecht mogen worden. In 1998 werd in het Statuut van Rome inzake het Internationaal Strafhof vastgelegd dat misdaden tegen de menselijkheid, oorlogsmisdrijven, misdrijven tegen de vrede en genocide strafbaar zijn en sinds 2002 kunnen worden berecht door het Internationaal Strafhof in Den Haag. Als ecocide wordt toegevoegd als misdaad die internationaal berecht mag worden, kan dit verstrekkende gevolgen hebben voor zowel regeringen als het bedrijfsleven.
Higgins publiceerde in 2010 het boek Eradicating Ecocide, waarvoor ze in Engeland de publieksprijs ontving, in 2012 Earth is Our Business en in 2014 I Dare You To Be Great.